# Дегтярный переулок (Москва)
Дегтярный переулок — переулок в Тверском районе Центрального административного округа города Москвы. Проходит от Тверской улицы до Малой Дмитровки. Нумерация домов ведётся от Тверской улицы.

## Описание
Дегтярный переулок идёт с юго-запада на северо-восток, начинаясь от Тверской улицы и заканчиваясь у Малой Дмитровки, лежит между Настасьинским и Старопименовским переулками. От Дегтярного переулка в сторону Садовой-Триумфальной улицы отходит Воротниковский переулок.

## Происхождение названия
Название возникло в XVIII веке по находившемуся на этой территории ранее складу дёгтя для царских конюшен, так называемому Дегтярному двору, который сгорел от пожара 13 мая 1712 года.

## Примечательные здания и сооружения

### По нечётной стороне
- № 3 — ранее на этом месте стоял доходный дом В. С. Баскакова, построенный в 1913 году по проекту архитектора О. Г. Пиотровича[2]. Здание было снесено в 2000-х годах в связи с перестройкой квартала, прилегающего к бывшей гостинице «Минск»[3].
- № 5 — Здание построено в 1912 году архитектором Н. Э. Пелицем. В доме работала хирургическая клиника П. А. Герцена; здесь же Герцен жил в 1910—1920-х годах[2].
- № 7 — Особняк А. С. Бер (1-я треть XIX в.; 2-я половина XIX в.). Типичное для времени эклектики здание: ампирный в своей основе фасад оформлен барочными наличниками и фризом[4]
- № 9 — Особняк (1874, архитектор М. И. Никифоров)
- № 15 — В несохранившемся доме на этом участке жила писательница Е. И. Бларамберг, по мужу Апрелева, автор под псевдонимом Е. Ардов романов «Без вины виноватые» и «Руфина Каздоева»[5]. В устроенном в её доме литературно-художественном салоне бывали писатели А. Н. Островский, А. Ф. Писемский, живописец В. А. Серов. Е. И. Бларамберг позировала для картины «Царевна Софья» художнику И. Е. Репину. Современный доходный дом построен в 1899 году по проекту архитектора М. Г. Пиотровича. Здесь в 1910 году квартировала русская актриса театра и кино М. М. Блюменталь-Тамарина[6], жил театральный критик Н. Е. Эфрос[7], журналист И. Н. Голембиовский[8]. В рамках гражданской инициативы «Последний адрес» на доме установлен мемориальный знак с именем ответственного секретаря артиллерийского журнала военного издательства НКО Бориса Ивановича Столбина[9], расстрелянного органами НКВД 11 декабря 1937 года[10].
- № 17/13 — Особняк Е. И. Залогиной. Двухэтажный классический особняк начала XIX века простого кубического объёма расположен на углу переулка и Малой Дмитровки. В 1840-х годах здесь под надзором полиции жила Е. П. Лачинова — жена кавказского наместника Н. Е. Лачинова, автор (под псевдонимом Е. Хамар-Дабанов) романа-памфлета «Проделки на Кавказе» (1844 г.), запрещённого и уничтоженного цензурой. В число персонажей «Проделок на Кавказе» Е. П. Лачинова ввела в том числе лермонтовских героев из романа «Герой нашего времени» Печорина и Грушницкого. В 1904 году по проекту архитектора К. К. Гиппиуса здание было перелицовано в стиле рационального модерна керамической плиткой цвета светлой охры с более светлыми плоскими изображениями архитектурных деталей — горизонтальных тяг, наличников, подоконных полочек, филёнок. Аналогично оформлены службы во дворе, перестроенные из более ранних построек. В настоящее время в здании располагается Автономная некоммерческая организация Торгово-промышленной палаты РФ «Союзэкспертиза» — крупнейшая и старейшая в России независимая инспекционная компания в области контроля качества, экспертизы, оценки и сертификации товаров и услуг[11].

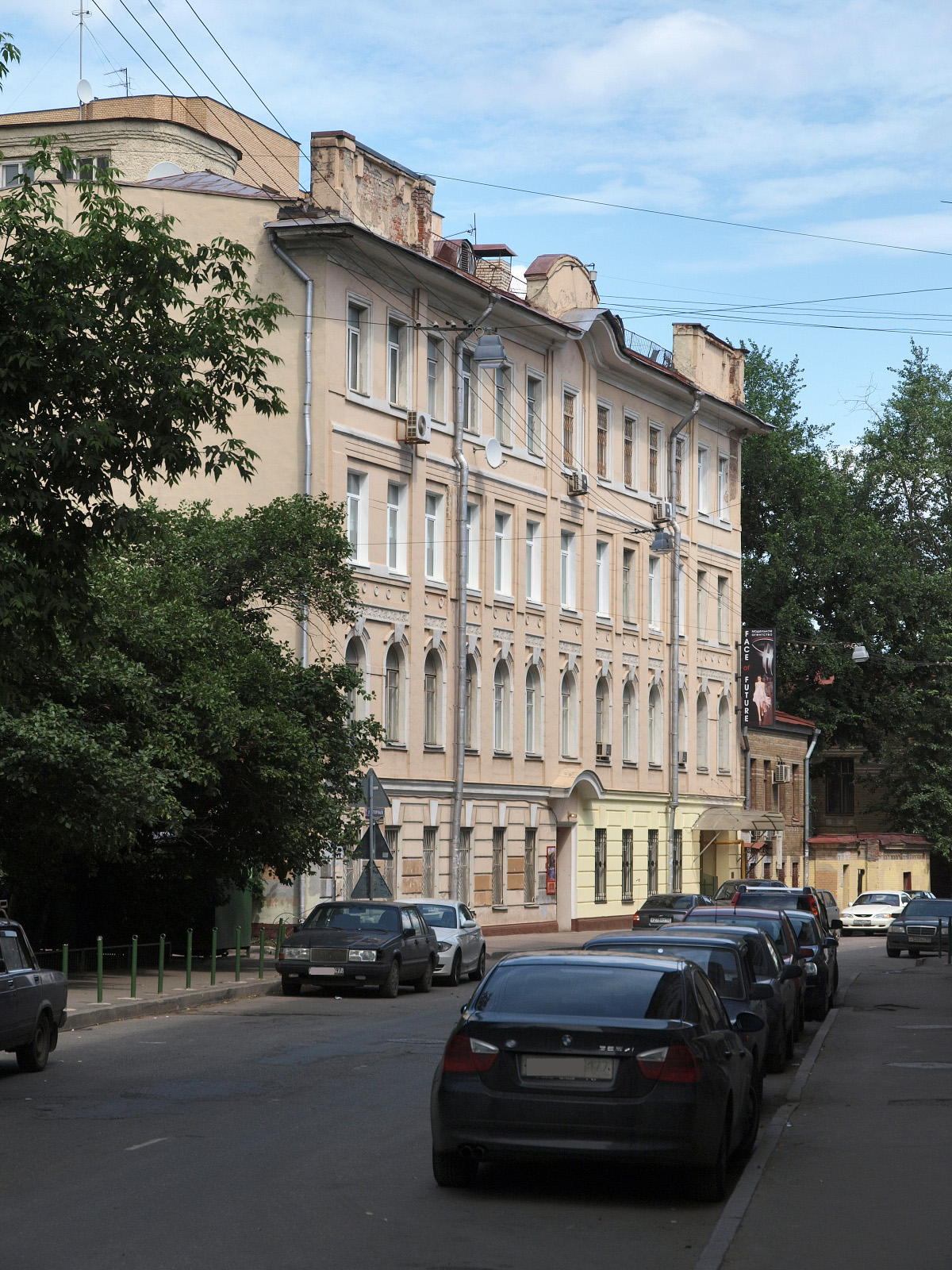
№ 15

### По чётной стороне
- № 2 — Доходный дом (1889, архитектор В. П. Десятов)
- № 4, стр. 1 — Офисное здание (1992, архитекторы А. Скокан, А. Гнездилова и др.)[12]
- № 4, стр. ? — Дом, в котором у проживавшего там Степана Шевырёва бывал Александр Пушкин в мае 1836 года[13]
- № 6 — Доходный дом В. С. Баскакова построен в 1910 году по проекту архитектора О. Г. Пиотровича[4]. В 1920-х—1930-х годах здесь жила актриса О. А. Жизнева[6], в 1931—1983 годах — литературовед В. И. Глоцер[14], в 1930-х годах — пионер дзюдо в России и создатель борьбы самбо, первый русский «черный пояс» Василий Сергеевич Ощепков.
- № 8 — Особняк Зиминых. Здание построено в 1896 году в эклектичном стиле для табачного фабриканта Н. Г. Зимина по проекту техника архитектуры Э. С. Юдицкого[4]. На фасаде здания выделяется небольшой ризалит, а также укрупнённое окно с балконом и колоннами тосканского ордера. В 1920-е годы в здании особняка размещалось Правление Коммунистического университета им. Я. М. Свердлова, основное здание которого находилось на Малой Дмитровке, 6[6]. В настоящее время в здании особняка размещается ВНИИ Киноискусства.
- № 10 стр. 2 — Доходный дом, построен в 1891 году по проекту архитектора М. Г. Пиотровича. В этом доме в разное время жили: московский архитектор, яркий мастер эпохи модерна Н. И. Жерихов; хирург, председатель Общества российских хирургов Ф. А. Рейн; оперный певец, Народный артист СССР А. С. Пирогов; русский актёр, художественный руководитель театра им. Ермоловой А. М. Азарин[6].
- № 10/11 — Доходный дом А. А. Шешкова. В этом доме, принадлежащем домовладельцу А. А. Шешкову, в апреле 1899 года в квартире № 14 поселился А. П. Чехов. 25 августа того же года Чехов уехал в Ялту, откуда вернулся в этот дом в октябре 1900 года и жил здесь перед отъездом в Ниццу до 10 декабря того же года[15]. На квартире у Чехова бывали писатели Л. Н. Толстой, А. М. Горький, И. А. Бунин, В. А. Гиляровский, театральные деятели К. С. Станиславский и В. И. Немирович-Данченко, известный психиатр Г. И. Россолимо[16], актёры А. И. Южин и О. Л. Книппер, художник И. И. Левитан. В этой квартире также жила сестра писателя, Мария Павловна, преподававшая в гимназии Ржевской. В 1910 году дом был надстроен тремя этажами по проекту архитектора К. Л. Розенкампфа. Долгие годы в советское время дом являлся жилым. В 1997 году Постановлением Московской городской думы здание доходного дома было отнесено к перечню памятников истории и культуры разрешённых к приватизации. В 2000 году из дома были отселены жители и Мэром Москвы Ю. М. Лужковым было принято решение о реконструкции здания под нежилое[17]. В процессе реконструкции здание пришло в предаварийное состояние, в связи с чем в проект реконструкции были внесены изменения[18]. С 2004 года в реконструированном здании находится бутик-отель «Golden Apple».[19] В настоящее время (июнь 2022 года) в здании расположен бутик-отель «Chekhoff Hotel Moscow Curio Collection by Hilton».